# Mornington Crescent (Metropolitano de Londres)
Mornington Crescent é uma estação do Metrô de Londres em Somers Town no noroeste de Londres, nomeada em homenagem à rua vizinha. A estação fica no ramal Charing Cross da linha Northern, entre as estações Camden Town e Euston. Está na Zona 2 do Travelcard.